# Matt Braly
Matthew Benjakarn (Matt) Braly (Sacramento, 8 november 1988) is een Thais-Amerikaanse animator, schrijver, regisseur, producer, storyboardtekenaar en stemacteur van Thaise komaf. Hij is vooral bekend als bedenker, schrijver en stemacteur van de Disney animatieserie Amphibia. Daarnaast was hij regisseur en storyboardtekenaar voor de Disneyseries Gravity Falls en Big City Greens.

## Biografie
Braly werd geboren op 8 november 1988 in een gezin van Thaise afkomst. Hij studeerde aan de California Institute of the Arts als animator en storyboardtekenaar. In 2010 studeerde hij af en ging werken als storyboardtekenaar bij Dreamworks waar hij werkte aan de film Turbo. Tijdens zijn werk bij Dreamworks raakte Braly in contact met een mede student van de California Institute of the Arts; Alex Hirsh, die destijds bij Disney Television Animation werkte als bedenker en schrijver voor de animatieserie Gravity Falls. Hirsch haalde Braly over om in het animatieteam van de serie te komen werken als storyboardtekenaar. Later werd hij ook regisseur van de afleveringen.
De serie ging in première op 15 juni 2012 en eindigde op 15 februari 2016. Braly bleef van begin tot eind werken aan de serie en werkte nauw samen met Hirsch. In 2016 won Braly een Annie Award voor het regisseren van de aflevering Northwest Mansion Mystery in seizoen 2.
Na Gravity Falls werkte Braly als regisseur en storyboardtekenaar aan de Disney Channel serie Big City Greens, terwijl hij bij hetzelfde netwerk een eigen serie van de grond probeerde te krijgen, Amphibia (toen nog de naam Amphibiland). Disney gaf de show eind 2017 groen licht en kondigde Braly's eigen serie midden 2018 aan als een nieuwe serie die in de zomer van 2019 in première zou gaan. De serie draait om de avonturen van de 13-jarige Thais-Amerikaanse Anne Boonchuy en haar beste vriend Sprig Plantar, een roze kikker. Anne komt na het stelen van een mysterieuze muziekdoos in Sprig's wereld terecht. Een wereld vol amfibieën. De show is gebaseerd op Braly's eigen reizen naar Thailand (Braly is zelf Thai-Amerikaans) waar hij zich als een buitenstaander voelde en tegelijk niet wou vertrekken. Ook uit verschillende videospellen en animatieseries haalde hij zijn inspiratie voor de serie. Hij maakte de bewuste keuze om de hoofdrol speelster (Anne) een Thai-Amerikaanse te zijn om zo zijn wens voor een Thais personage te creëren voor televisie. De serie ging in première op 11 juli 2019 en is op het moment bezig aan haar tweede seizoen, met een derde en laatste in voorbereiding.
Braly woont met zijn vriendin in Davis, Californië. Via sociale media houdt hij regelmatig contact met zijn fans.

## Filmografie
- Gravity Falls (2012-2016) - storyboardtekenaar, schrijver, regisseur
- Turbo (2013) - storyboardtekenaar
- Steven Universe (2014) - storyboardtekenaar, schrijver
- Ducktales (2017) - personageontwerper
- Billy Dilley's Super-Duper Subterranean Summer - storyboardtekenaar
- Big City Greens (2018) - storyboardtekenaar, schrijver, regisseur
- Amphibia (2019-heden) - storyboardtekenaar, schrijver, regisseur, producer, stemacteur, bedenker